# جزایر ای‌بی‌سی (آنتیل کوچک)

پرچم آروبا

پرچم کوراسائو

پرچم بونیر

جزایر ای‌بی‌سی عبارتند از سه جزیرهٔ غربی تر جزایر بادپناه در دریای کارائیب که در شمال ایالت فالکون، ونزوئلا قرار دارند. این جزایر از غرب به شرق عبارتند از: آروبا، کوراسائو و بونیر که هر سه با اینکه خارج از اتحادیه اروپا هستند اما جزئی از پادشاهی هلند شمرده می‌شوند. می‌توان گفت آروبا و کوراسائو خودمختارند.